# Chouihia
Chouihia  (in arabo شويحية‎?) è un centro abitato e comune rurale del Marocco situato nella provincia di Berkane, regione di Regione Orientale. Conta una popolazione di 12 245 abitanti (censimento 2014).